# Други тријумвират
Други тријумвират је назив који су историчари дали званичном политичком савезу Октавијана, Марка Емилија Лепида и Марка Антонија, који је формиран 26. новембра 43. п. н. е. када је донесен Lex Titia којим је de facto престала постојати Република. Тријумвири су владали током два петогодишња мандата, од 43. п. н. е. до 33. п. н. е. За разлику од Првог тријумвирата Други тријумвират је био званична, законски успостављена институција.
Пошто су дошли на власт, тријумвири су провели проскрипције у Риму, у којима су убијени многобројни сенатори, и познати говорник Цицерон (он је убијен јер је раније у Сенату држао Филипике против Марка Антонија). Након тога су кренули у рат против Цезарових убица. 